# Giovan Battista di Crollalanza
Giovan Battista di Crollalanza (Fermo, 19 de maio de 1819 — Pisa, 8 de março de 1892), também conhecido como Giovanni Battista ou Giambattista, foi um professor, historiador, genealogista e heraldista italiano.
Filho dos nobres Pietro di Crollalanza e Eufrosina Ricci, desde cedo manifestou interesse pelo estudo de línguas e história. Iniciou sua carreira profissional como professor nas regiões de Marcas e da Emília-Romanha, fundou o Colégio Príncipe Humberto em Carpi e dirigiu por alguns anos o Colégio Nacional de Imola. Suas primeiras obras publicadas foram um compêndio de gramática francesa e um estudo sobre a poesia religiosa de Chateaubriand, além de obras menores publicadas na revista Il Teofilologo e duas coletâneas de poemas, trabalhos que surgiram entre 1841 e 1845.
Logo deixou a docência para se aprofundar no estudo da diplomática, sigilografia e paleografia, a fim de subsidiar suas obras de genealogia, heráldica e história militar. Viajou muito pela Europa pesquisando arquivos e estabelecendo contatos com outros especialistas. Suas obras seguintes, um grupo de livros e artigos sobre a história militar de vários países europeus, era parte de um projeto ambicioso que almejava cobrir essa história em nível mundial, La storia e la statistica militare di tutte le nazioni del globo, mas que devido ao seu vasto escopo, jamais completou. A produção desta fase projetou seu nome nos meios acadêmicos, sendo escolhido pela Academia Pitiglianese e pela Imperial e Real Academia de Ciências do Vale Tiberino na Toscana para representá-las em um congresso científico em Veneza em 1847. Essas obras foram muito elogiadas em seu tempo por críticos franceses e italianos pela sua profundidade, sua atenção a aspectos pouco estudados, sua desenvoltura no domínio de uma ampla gama de temas paralelos, sua capacidade de síntese, seu amor à imparcialidade e seu estilo de escrita acessível e vigoroso.
Em torno de 1859 abandonou a história militar para concentrar-se nas áreas de biografia, genealogia e heráldica. Uma grande série de livros e artigos se seguiriam, onde se destaca Storia del contado di Chiavenna, ainda hoje insuperada. Em 1873 iniciou a publicação de um periódico que o tornou popular em toda a Itália, Giornale araldico-genealogico-diplomatico compilato da una Società di araldisti e genealogisti, onde ao lado de informações genealógicas e heráldicas sobre um vasto elenco de famílias, oferecia muita documentação até então pouco acessível, junto com textos folclóricos e anedóticos ao gosto popular, o que torna o valor desses artigos irregular. Em 1875 participou da fundação e assumiu a presidência da Accademia Araldico-genealogica Italiana, que passou a publicar um boletim anual de conteúdo mais rigoroso e científico, o Annuario della nobiltà italiana.

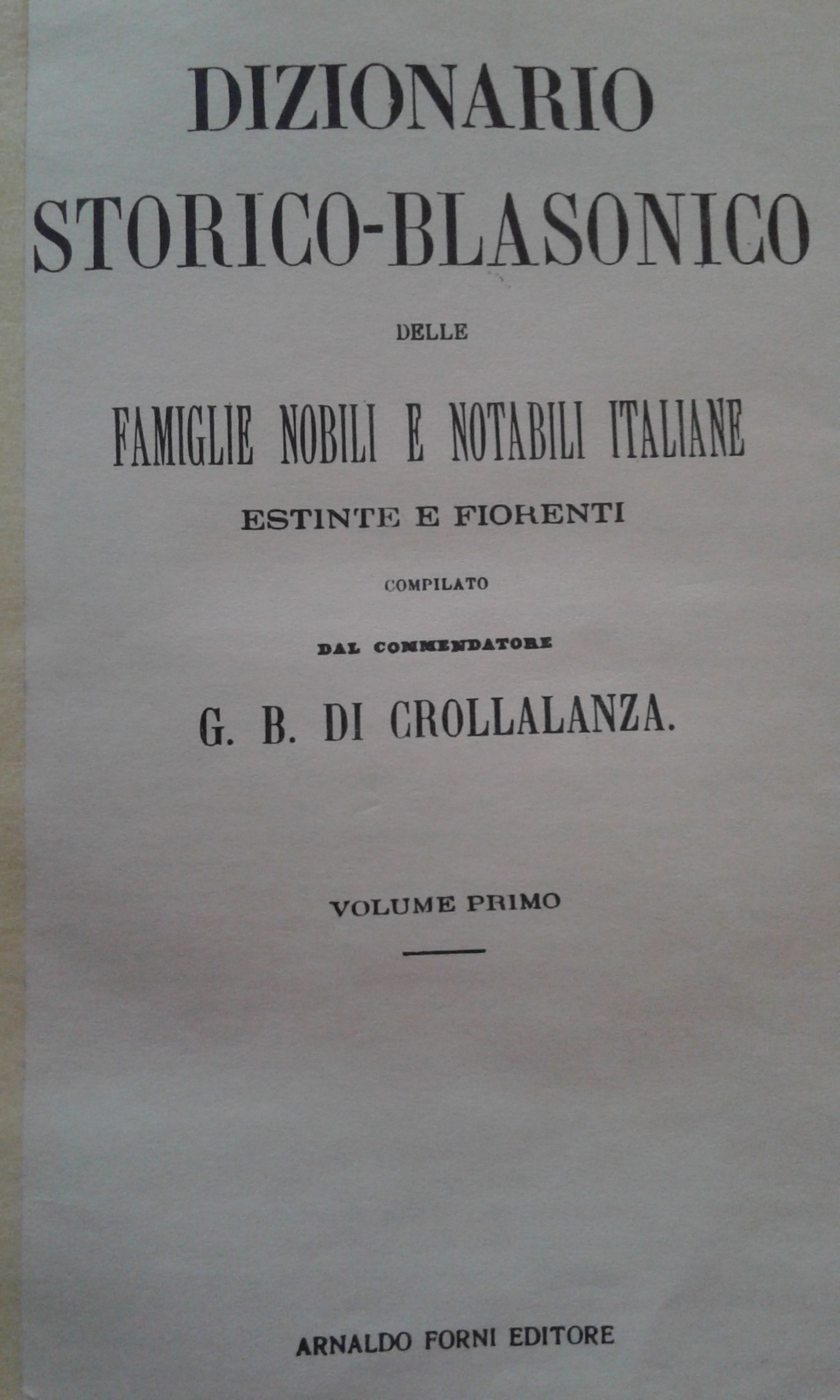
Capa do primeiro volume do Dizionario storico-blasonico delle famiglie nobili e notabili italiane estinte e fiorenti.

Sua obra mais celebrada é o Dizionario storico-blasonico delle famiglie nobili e notabili italiane estinte e fiorenti, em três volumes, editado em Pisa entre 1886 e 1890, com uma grande compilação de dados sobre famílias nobres e patrícias vivas e extintas da Itália, que embora contenha muitas falhas de impressão e omissões importantes, em sua amplitude não teve paralelos anteriores e continua sem concorrentes modernos. Os critérios que estabeleceu para esta pesquisa foram a base da metodologia adotada pelo órgão oficial de heráldica e genealogia do Reino da Itália unificada, a Consulta Araldica, com a importante colaboração de seu filho Goffredo, destacado pesquisador em seu próprio direito. O Dizionario lhe trouxe fama continental e lhe valeu condecorações e o convite para ingressar em várias academias.
Seus últimos anos foram aflitos por disputas com outros especialistas e por dificuldades econômicas derivadas das grandes despesas que tinha em suas pesquisas e atividade editorial, sendo obrigado a vender uma grande parte da sua ingente biblioteca e de seus manuscritos e dossiês das famílias. Consciente das deficiências da primeira edição do Dizionario, pretendeu publicar uma versão corrigida e ampliada, mas foi impedido pela morte.
Casou-se três vezes, a primeira com Maria, filha do conde Anastasio Ginanni, depois com Teresa Zoli, que lhe deu os filhos Olga e Goffredo, e finalmente com Isolina Iovi, com quem gerou Aldo Maria.
Foi presidente honorário do Conselho Heráldico da França, membro do Instituto Histórico da França, da Academia de Nobres de Viena, do Heraldo Neerlandês, da Assembleia de História Pátria de Palermo, da Academia Científico-Literária de Orleans, da Sociedade de Numismática e Antiguidades de Buenos Aires, da Real Academia de Luca, da Sociedade de História e Arqueologia das Marcas, da Academia da Arcádia de Roma e dezenas de outras academias e associações científicas e culturais. Foi distinguido com a Ordem de São Maurício e São Lázaro, a Ordem da Coroa da Itália, a Ordem do Santo Sepulcro no grau de comendador e depois bailio, e o patriciado vitalício da República de San Marino.